# Manoir le Roure
 (janvier 2014).

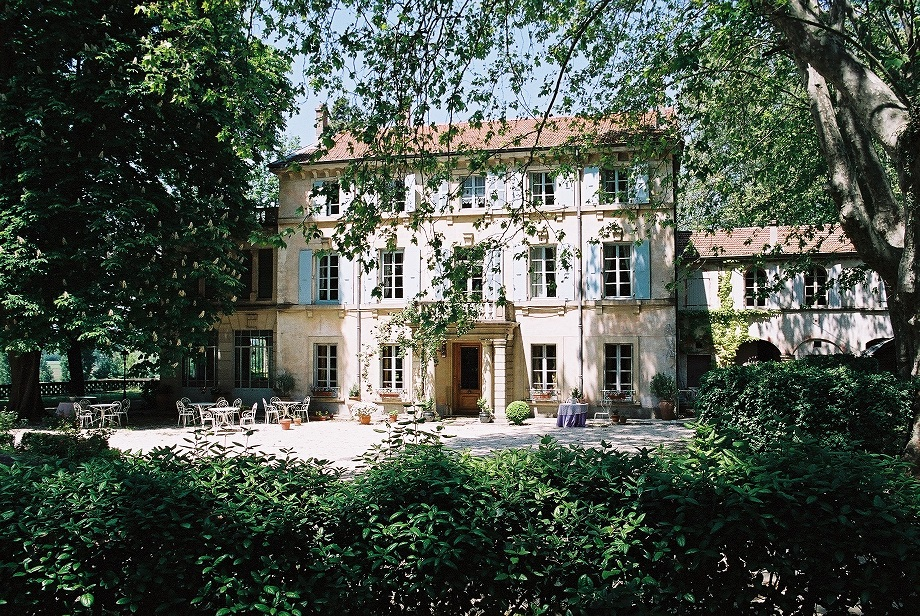
Façade sud du Manoir le Roure

Le Manoir le Roure  se situe sur la commune de Châteauneuf-du-Rhône, au sud de Montélimar, en Drôme provençale. Cette maison de maître daterait du XIVe siècle, selon l'historien Auguste de Coston.

## Histoire

### DuXVIeauXVIIIesiècle: la famille Roure
Selon l'historien Auguste de Coston, la famille Roure est une ancienne famille de Montélimar. On trouve :
- Pons Roure, avéré depuis 1385 ;
- Jean en 1400 ;
- Guillaume en 1450 ;
- Pierre (consul) en 1471 ;
- Mathieu en 1500 ;
- Antoine en 1512 (il possède deux maisons et un puits dans la rue des Taules) ;
- Christophe en 1530 et enfin Claude en 1544. Ce dernier lègue à sa fille, Claudine, et à son époux Armand Pertuis le domaine portant le nom de « Roure ».

Leur fils, Hector Pertuis, avocat, consul en 1550, en hérite à son tour. Il épouse, en 1562, Françoise de Piolenc, fille de Thomas, et teste le 8 juillet 1579 devant Me Bérole en faveur de ses trois fils : Samuel, Félix et Jacques, nés vers 1570.
Le domaine appartient successivement au fils aîné, Samuel Pertuis, marié à Catherine de Bellon, puis à Josserand Pertuis, né vers 1600, marié à Lucrèce de Barry, puis à Jacques 1er, né vers 1630, marié à Catherine Duclaux. Ce couple a deux fils : Joseph et Jacques II Pertuis, nés vers 1670, qui sont anoblis. 
Joseph Pertuis hérite des biens de son père en 1717, mais le manoir du Roure ne figure pas sur la liste, uniquement celui de Pertuis, situé juste en face du Roure.
Selon certains généalogistes, la famille Pertuis, ruinée, aurait vendu le Roure au noble Alexandre de Piolenc de Thoury, président du Parlement de Grenoble, qui l'aurait revendu à son tour en 1758 à Jacques-Daniel Nicolas.
Selon Coston, c'est Zacharie Pascal qui possède le Roure lorsqu'il décède en 1652. Son fils Florent en hérite et prend le nom de Florent Pascal du Roure. Marié à Marguerite de Langes de Montmiral, il n'a pas de descendance. Son frère, Alexandre Pascal du Roure, hérite du manoir. Marié en 1668 avec Françoise de Morgues, il meurt le 5 mars 1695, sans postérité, après avoir testé en faveur de sa sœur Madelaine Pascal du Roure, épouse de Daniel Livache, juge des fiefs du duc de Lesdiguières.

### DuXVIIIeauXIXesiècle: la famille Nicolas
Jacques-Daniel Nicolas, né le 24 août 1719, fils de Daniel Nicolas, achète le domaine en 1758 et ajoute, lui aussi, le nom de « Roure » à son patronyme. Marié à Jeanne-Monique Laurans (les Laurans donneront un maire à la ville de Montélimar au siècle suivant et résideront à Champblanc), ils ont une dizaine d'enfants dont Daniel et Joseph.
- Daniel Nicolas du Roure, notaire, né le 9 juillet 1759, épouse le 1er février 1785 à Montélimar Marie Rousset, née le 14 décembre 1764, fille de Pierre Gaspard Rousset et de Marie Faujas. Elle lui donne six enfants dont Daniel, né le 15 ventôse an IV (22 mars 1796).
- Joseph Nicolas du Roure, né le 3 novembre 1761, son frère, commissaire des guerres, prend, pour se différencier, le nom de « Jonquet », nom du domaine dont il est lui-même propriétaire, situé non loin de là. Il épouse, le 14 janvier 1793 à Montélimar, Clotilde Richon. Ils ont un fils, sans descendance, et une fille, Clotilde Nicolas-Jonquet, née vers 1800.

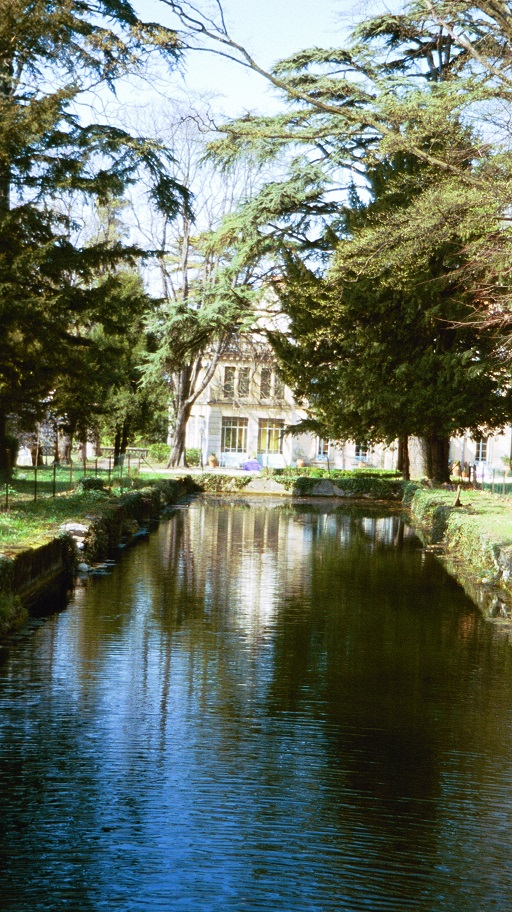
Le bassin du parc du Manoir le Roure

Les deux domaines et les deux noms se trouvent réunis le 27 septembre 1824 lorsque Daniel Nicolas du Roure, fils de Daniel Nicolas du Roure et de Marie Rousset, épouse sa cousine germaine, Clotilde Nicolas-Jonquet, fille de Joseph Nicolas-Jonquet et de Clotilde Richon.
Daniel Nicolas du Roure, maire de Montélimar du 4 septembre 1830 au 21 février 1831, décède en 1863.
Son épouse Clotilde hérite de la propriété du Jonquet par son père Joseph. Elle n'hérite pas, comme on aurait pu le supposer, de celle du Roure : elle sera obligée de la racheter en 1879 à Jean-Baptiste-Frédéric Chare, maire de Montélimar de 1848 à 1852, qui y décède en 1865.
On connaît ce rachat grâce à un acte inséré dans le Journal de Montélimar du 8 mars 1879 : « Le 21 janvier 1879, les deux héritières de Jean-Baptiste-Frédéric Chare, leur père, ont vendu à Mme Clotilde Nicolas, veuve de M. Daniel Nicolas, le domaine appelé « Le Roure », situé sur le territoire de Châteauneuf-du-Rhône, contenant 25 hectares, ayant un bâtiment de maître, avec cour, jardin, verger, fontaine et pièce d'eau, et un bâtiment séparé, destiné à l'exploitation, composé de terres labourables, prairies, bois... et dont l'ensemble confine notamment les terres appartenant à M. de La Bruyère. Cette vente est consentie moyennant le prix de soixante et onze mille francs ».
Clotilde Nicolas décède deux ans plus tard, le 17 juin 1881, sans héritier, son unique fille, également prénommée Clotilde, étant décédée en 1869. Tous ses biens, estimés à 306 000 francs, reviennent à l'hôpital de Montélimar, sauf le domaine Le Roure qu'elle lègue à son cousin, Charles Rousset.

### XIXesiècle: la famille Rousset
La famille Rousset est présente à Montélimar depuis le XVIIe siècle. Ses membres sont des bourgeois, des marchands ou des maîtres-chirurgiens, tels Louis, né le 16 mai 1627, mari de Catherine Richon, et leur fils Gaspard, né le 21 juin 1665, marié à Catherine Gibaux.
Pierre-Gaspard Rousset, né le 14 décembre 1710, fils de Gaspard Rousset et Catherine, est procureur en la sénéchaussée. Marié à Marie Faujas, ils ont deux enfants :
Marie Rousset, née le  7 octobre 1764, épousera de Daniel Nicolas du Roure.
Pierre-Louis Rousset, né le  31 janvier 1769, sera marié à Marie-Anne-Joséphine-Rivière-Nocaze. Ils auront un fils : Gustave-Pierre-Michel Rousset, né le 30 septembre 1809, notaire à Sauzet, marié le 15 avril 1844 à Montélimar à Adrienne Caroline-Léonie Bonnefoy. Ils sont les parents de Charles-Louis-Marie-Joseph, dit Charles, qui naît le 6 décembre 1847 à Montélimar. 
Charles Rousset, sorti de Saint-Cyr en 1868, sous-lieutenant au 32e régiment d'infanterie, participe à la guerre de 1870 dans l'armée de Metz, puis est fait prisonnier. Rentré en France, il se bat contre la Commune de Paris ; capitaine en 1873, il est attaché à la Révision de la Carte d'état-major et entre à l'école de guerre (1878-1880) après laquelle il prend part à l'expédition de Tunisie. Le 2 octobre 1889, il épouse, à Chanos-Curson, Marguerite-Émilie-Marie de Pina de Saint-Didier, née le 2 décembre 1864 à Toulon. 
Ils auront quatre enfants :
- Pierre-Léon-Marie-Bruno Rousset de Pina né le 17 août 1894 à Marseille, qui épouse en 1922, à Strasbourg, Marie-Thérèse Schmitt. Chevalier de la Légion d'honneur et croix de guerre, il décède en 1938 « des suites de blessure de guerre. » ;
- Marcel-Paul-Maxime Rousset de Pina, né le 21 juillet 1897 à Marseille, épouse le 7 juin 1922 à Chanos-Curson (26), Marie-Marguerite-Françoise Trives et meurt le 20 octobre 1970 à Paris également chevalier de la Légion d'honneur. Leur fille aînée nommée Jacqueline Rousset de Pina, épouse, en 1944, Jacques Baillieux, d'origine belge, fils d'Alfred Baillieux, dit Hector ;
- Jean-Paul-François Rousset de Pina, né le 18 février 1901 à Toulon, marié à Solange-Marie-Brigitte Rais et mort en 1985 à Montélimar ;
- Jacques, mort à seize mois en septembre 1907.

Charles est nommé général de brigade en 1905. Placé dans le cadre de réserve en 1909, il prend sa retraite à Châteauneuf-du-Rhône, au manoir le Roure dont il a hérité en 1881, et dont il entreprend la transformation. Charles Rousset devient membre de la Société d'Archéologie de la Drôme le 13 mars 1918. Il meurt le 11 septembre 1922.

### DuXXeauXXIesiècle: les familles Bailleux, Lhopital et Louis
En 1959, Alfred-Hector Baillieux achète à la famille Rousset le Manoir Le Roure. Lorsqu'il meurt en 1969, les héritiers le vendent à M. et Mme Deloye, parents de neuf enfants, qui le conservent jusqu'en 2001.
Le domaine, mis en vente, est racheté par M. et Mme Lhopital qui le transforment en hôtel.
Le 14 décembre 2018, la famille Louis rachète le Manoir et investit près de 3 millions d’euros pour le rénover entièrement, créant un complexe hôtelier de luxe. Le 11 novembre 2019, un tremblement de terre secoue pour la seconde fois le Manoir. Les vitraux, la peinture et les fresques de l’orangerie du 19e sont refaites.

## Construction
Dès 1385, le domaine comprend des bâtiments agricoles, assez volumineux, jouxtant la route et un peu plus au sud une bâtisse tout en longueur fermée au nord et au sud par un grand portail en plein cintre permettant le passage de diligences ou de charrettes.
Au XVIIe siècle, le domaine, qui comprend une maison de maître et une ferme en galets du Rhône, subit un agrandissement en forme de cube de style provençal austère.
Vers la fin du XIXe siècle, de grands travaux d'embellissement sont entrepris avec la création d'un étage supplémentaire et le rehaussement de la toiture ; à cette occasion, la pente du toit change de direction. Le manoir est alors transformé en style Belle Époque, tel un château avec tour et colonnades, agrémenté d'un péristyle et d'une orangerie qui ouvrent sur le jardin.

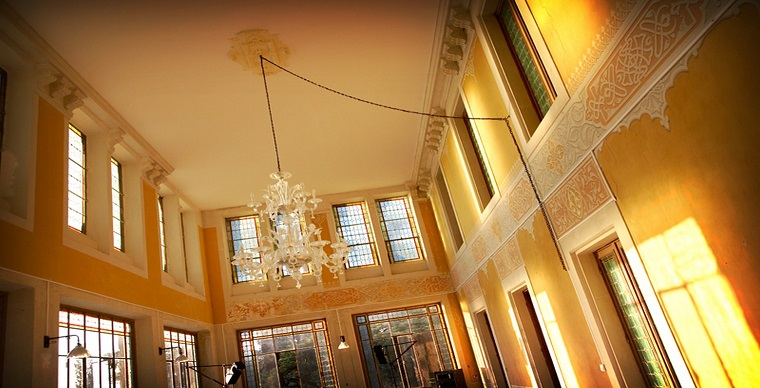
Orangerie du manoir le Roure avec lustre

Les choix d'architecture de l'époque s'inspirent nécessairement du style de bâtiments de la Drôme, comme par exemple le château de Grignan où vécut la marquise de Sévigné.
Les vitraux de couleur, ainsi que les fresques ornant l'orangerie, par leurs couleurs chaudes, avec une dominante ocre et safran, font penser à une influence africaine, peut-être en lien avec le retour des colonies du général Rousset, propriétaire de l'époque, à l'origine des transformations du manoir.
Les constructions de la bâtisse bourgeoise ont ainsi été édifiées, afin de protéger les terrasses et le bâti principal des vents dominants (mistral).
Les principales ouvertures sont ainsi sur la façade sud du bâtiment. L'orangerie et les terrasses d'agrément bénéficient également d'une exposition sud-sud-ouest, tandis que les ouvertures côté nord, moins nombreuses, sont juste suffisantes pour permettre une lumière traversante à l'intérieur de l’habitat.

## Le parc
Depuis 2002, la propriété est implantée sur un terrain de 4 hectares, avec de nombreuses espèces d'arbres, dont une quarantaine de platanes de plus de 40 mètres de hauteur. Ces derniers ont été préservés des différentes maladies dégénératives des platanes qui ont touché ces dernières décennies le Sud de la France, comme le long du canal du Midi. Taillés en couronne, ces platanes se situent en bordure de la route départementale et à l'entrée nord de la bâtisse.
Sur près d'un hectare, d'autres essences se côtoient, en particulier deux spécimens, un cèdre du Liban et un séquoia datant de plus de 200 ans, ainsi que sept marronniers.
Les tilleuls, pins, ifs, peupliers et chênes (appelés également chênes du Midi) se partagent le reste des terres.
Le parc se distingue par la hauteur de ses arbres séculaires, impressionnante au regard de celle de la végétation des environs et de la région. La croissance de ces grands arbres a été possible grâce à la présence d'eau, le domaine, ses terres et bassins étant alimentés par trois sources. Jusqu'à une date encore récente (1975), la totalité du domaine et de l'habitation étaient entièrement autonomes en eau.